# 長順県
長順県（ちょうじゅん-けん）は中華人民共和国貴州省黔南プイ族ミャオ族自治州に位置する県。

## 歴史
1913年に広順、長寨の二県が設置される。1941年に合併し長順県が成立する。

## 行政区画
下部に1街道、5鎮、1郷を管轄する。
- 街道
  - 長寨街道
- 鎮
  - 白云山鎮、広順鎮、擺所鎮、鼓揚鎮、代化鎮
- 郷
  - 敦操郷

## 交通

### 道路
- 高速道路
  - S50 恵興高速道路
  - S89 花安高速道路